# Constrictor
Constrictor — шестнадцатый студийный и девятый сольный альбом американского рок-певца Элиса Купера, изданный в 1986 году.

## Об альбоме
После выхода альбома DaDa в 1983 году Элис Купер на время покинул музыкальную индустрию. Он провёл в уединении три года, дав о себе знать лишь дважды. Первый раз — снявшись в главной роли в малобюджетном фильме ужасов «Повелитель собак», второй раз — приняв участие в записи песни «Be Chrool to Your Scuel» группы Twisted Sister. Constrictor вышел в 1986 году и стал довольно успешным альбомом, учитывая провал предыдущих работ музыканта Zipper Catches Skin и DaDa. Он поднялся до 59-й строчки в чарте Billboard 200 и породил один из самых успешных концертных туров конца 80-х — «The Nightmare Returns».

## Песни
«He’s Back (The Man Behind the Mask)» Элис написал специально для фильма «Пятница, 13-е: Джейсон жив». В известном музыкальном видео исполнение песни Купером чередуются со сценами, персонажем которых является Джейсон Вурхиз, главный антигерой многочисленных «Пятниц». Интересно, что ранняя версия «He’s Back» была записана задолго до выхода альбома и полностью отличается от финального варианта. Это демо впоследствии было переработано и легло в основу песни «Trick Bag». Песня «The Great American Success Story» предназначалась для фильма «Снова в школу», но так и не была в нём использована.

## Список композиций
| #   | Название                            | Продолжительность | Автор(ы) песни               |
| --- | ----------------------------------- | ----------------- | ---------------------------- |
| 1.  | Teenage Frankenstein                | 3:40              | Элис Купер, Кейн Робертс     |
| 2.  | Give It Up                          | 4:13              | Купер, Робертс               |
| 3.  | Thrill My Gorilla                   | 2:56              | Купер, Робертс               |
| 4.  | Life and the Death of the Party     | 3:45              | Купер, Робертс               |
| 5.  | Simple Disobedience                 | 3:30              | Купер, Робертс               |
| 6.  | The World Needs Guts                | 3:59              | Купер, Робертс               |
| 7.  | Trick Bag                           | 4:18              | Купер, Робертс, Том Келли    |
| 8.  | Crawlin’                            | 3:22              | Купер, Робертс, Майкл Вагнер |
| 9.  | The Great American Success Story    | 3:38              | Купер, Робертс, Бау Хилл     |
| 10. | He’s Back (The Man Behind the Mask) | 3:49              | Купер, Робертс, Келли        |

## Участники записи
| - Элис Купер — вокал - Кейн Робертс — бас-гитара, гитара, клавишные, бэк-вокал - Донни Кисселбах — бас-гитара - Дэвид Розенберг — ударные - Кип Уингер — бас-гитара - Пол Дельф — клавишные, бэк-вокал - Бо Хилл — бэк-вокал - Том Келли — бэк-вокал | Технический персонал: - Бо Хилл — продюсирование - Михаэль Вагенер — продюсирование, сведение - Стивен Бенбен — звукорежиссёр - Айра Маклафлин — ассистент звукорежиссёра - Гарт Ричардсон — ассистент по микшированию - Майк Риз — мастеринг - Анита Борн — координация производства |